# Web-dizajn
Web-dizajn (engl. Web design) grana je dizajna, u mnogim dijelovima srodna grafičkom dizajnu, koja se bavi oblikovanjem internetskih stranica i cijelih mrežnih mjesta. Spaja tipografiju, ilustraciju, fotografiju, multimediju, te je, kao i u grafičkom dizajnu, poruku potrebno oblikovati tako da je prepoznatljiva i razumljiva namijenjenoj publici. Bitna značajka koja mrežni dizajn odvaja od grafičkoga jest u izvedbenom dijelu: njegova je struktura dinamična jer se mrežne stranice granaju i učestalo obnavljaju. Za izvedbu dizajna, osim zakonitosti grafičkog oblikovanja potrebno je poznavati i tehničku prirodu mrežnih poslužitelja i internetskih preglednika.